# Tizen
Tizen is een op Linux gebaseerd opensource-besturingssysteem voor apparaten als smartphones, tablets, infotainment in auto's (IVI), smart-tv's, en smart camera's. Naast Linux wordt gebruikgemaakt van een hybride set software-licenties, deels propriëtaire software, onder meer van Samsung. Ook Intel is betrokken bij het project, dat een onderdeel is van de The Linux Foundation.
Samsung bracht een smartwatch uit die draait op het Tizen opensource-besturingssysteem, daarnaast werd er een update beschikbaar gesteld die oudere modellen een upgrade gaf naar Tizen.
De eerste officiële Tizen smartphone werd aangekondigd op 2 juni 2014 door Samsung. Het ging om de Samsung Z die in het derde kwartaal van 2014 uitgebracht zou worden in Rusland, waarna mogelijk andere markten zouden volgen. Samsung bracht de telefoon echter nooit uit, een gebrek aan apps zou de reden zijn geweest.
Samsung heeft Tizen in de markt gezet als een allesomvattend systeem. Op de Tizen Developer Conference 2014 in Rusland heeft Samsung dan ook een op Tizen gebaseerde smart-tv's laten zien. De tv draait op een prototype van Tizen voor TVs.
De eerste officiële Tizen smartphone is de Samsung Z1. De smartphone is uitgebracht op 14 januari 2015 en is beschikbaar gekomen in India.